# Camp de Gènes
La camp de Gènes ou de Gesnes est un ancien château à motte situé à Saint-Loup-du-Gast, dans le département de la Mayenne, région Pays de la Loire.

## Localisation
La motte est située sur le territoire de la commune de Saint-Loup-du-Gast, au bord de la Mayenne, à 1,5 km à l'ouest du bourg de la commune, à proximité des confluents de la Varenne et de la Colmont.

## Histoire
La motte castrale est inscrite au titre des monuments historiques par arrêté du 26 décembre 1984.

## Description
La motte est appuyée à la Mayenne sur une hauteur de rive et entourée de deux demi-enceintes plus élevées.